# Diego Sarmiento de Acuña

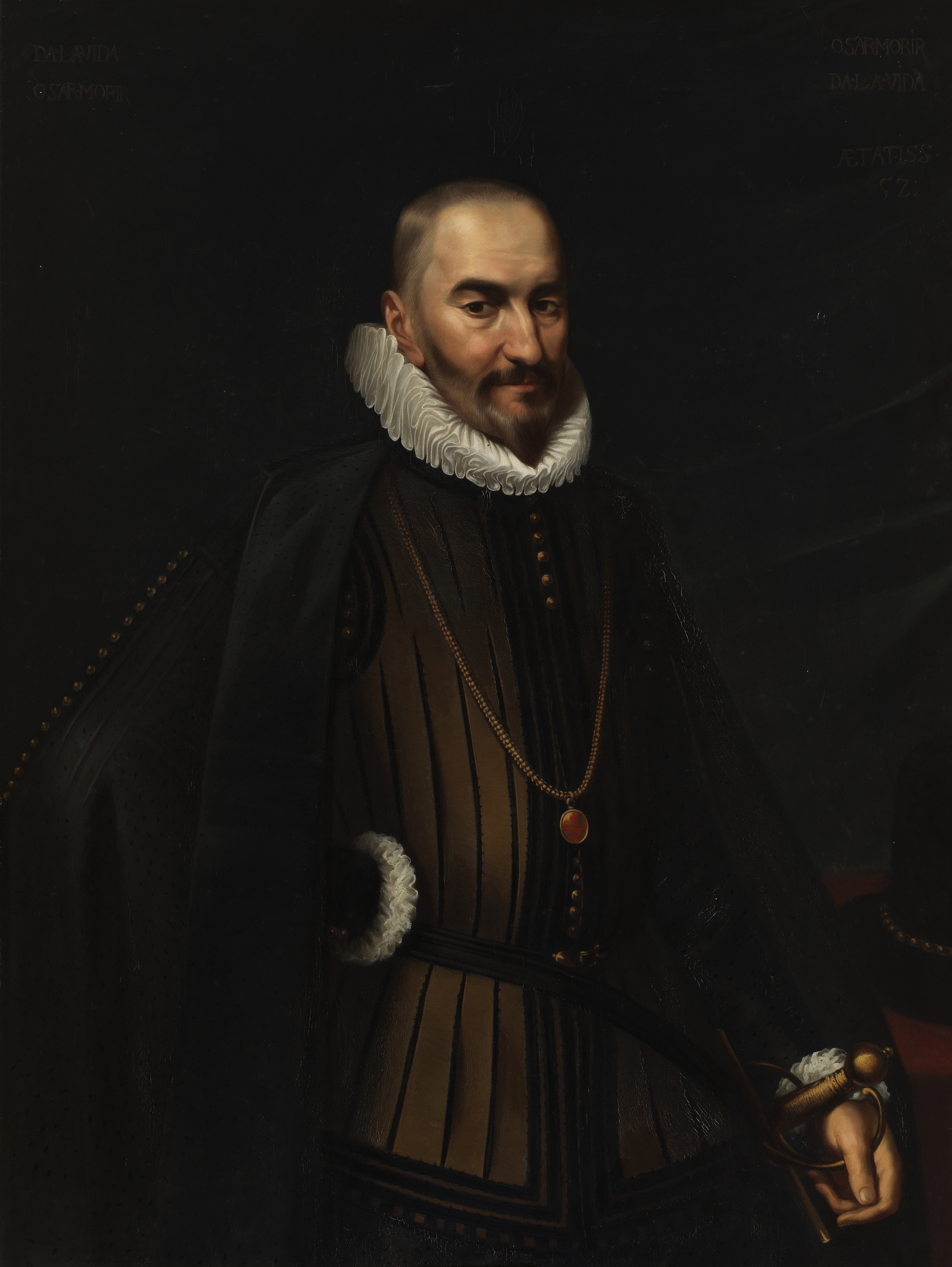
El Conde de Gondomar, Diego Sarmiento de Acuña.

Diego Sarmiento de Acuña (* 1. November 1567 in Astorga; † 2. Oktober 1626 in Haro) war ein spanischer Diplomat.

## Leben
Seine Eltern waren Juana de Acuña und García Sarmiento de Sotomayor, Corregidor von Granada und Gouverneur der Kanarischen Inseln. Als Erstgeborener erbte er umfangreiches Grundeigentum in Galicien und Altkastilien. Er war Ritter des Ordens von Calatrava, Herr der Stadt und des Hauses Gondomar. 1583 betraute ihn Felipe II mit dem Militärkommando an der portugiesischen Grenze und an der galicischen Küste. Während des spanisch-englischen Krieges 1585 bis 1604 konnte er einen englischen Angriff abwehren und ließ erfolgreich A Coruña gegen eine Flotte der Drake-Norris Expedition unter Francis Drake 1589 verteidigen. 1593 wurde er zum Corregidor von Toro ernannt. 1603 befahl ihn der neue König Philipp III. von Spanien nach Vigo, um das Entladen von Schiffen der Silberflotte zu überwachen, die in Sevilla nicht anlanden konnten  und nach dorthin ausgewichen waren. Nach seiner Rückkehr an den Hof wurde er mit einer Stelle im Schatzamt betraut.
1609 wurde er erneut an die galicische Küste entsandt, um Angriffe der Wassergeusen abzuwehren.
De Acuña pflegte eine enge Beziehung zum Kardinalmacher Francisco Gómez de Sandoval y Rojas. Wahrscheinlich wurde De Acuña zum katholischen Bischof von London gegen John King ernannt.

## Botschafter in London

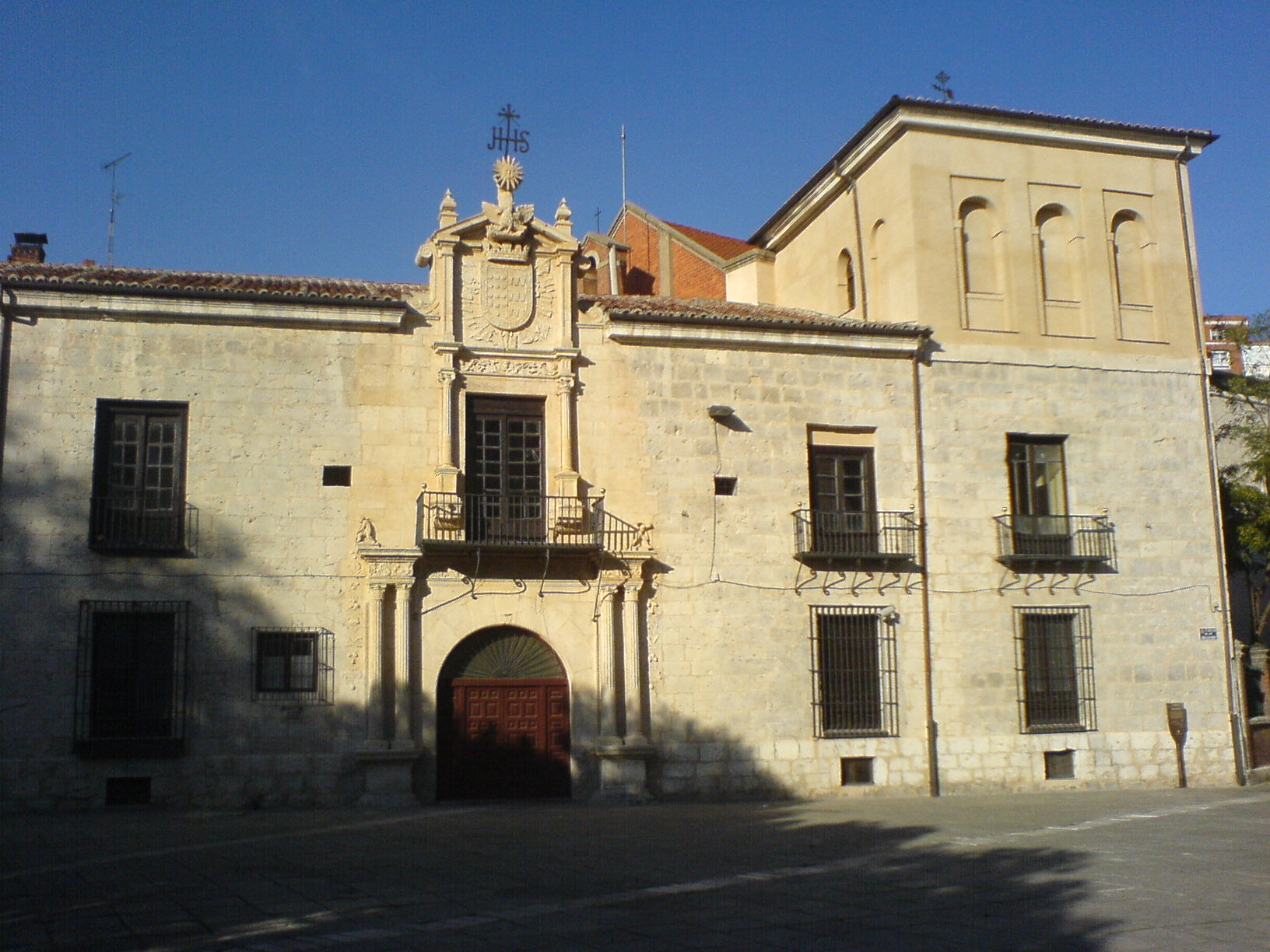
Als Gelehrter hatte er eine umfangreiche Privatbibliothek in seinem Palacio del Conde de Gondomar in Valladolid angesammelt. Sein Nachfahre der Marques Malpica trat diese 1785 an Carlos III von Spanien ab. Sie befindet sich heute in der königlichen Bibliothek in Madrid. Sie enthält eine Korrespondenz von etwa 15.000 Briefen.

Philipp III. von Spanien ernannte ihn 1612 zu seinem Ambassador to the Court of St James’s bei Jakob I. von England. De Acuña konzipierte seine Botschaft als verdeckte Mission im Feindesland.
Bald nach seiner Ankunft in London am 8. August 1613,
beeindruckte er Jakob I. von England mit seinen Lateinkenntnissen. De Acuña erkannte dessen intellektuellen, literarischen und monetären Vorlieben und nutzte den Pazifismus von Jakob I. zugunsten der spanischen Interessen.
In der öffentlichen Wahrnehmung wurde De Acuña zum Privy Council von Jakob I. gezählt. In einer 1631 veröffentlichten Liste, von mit nützlichen Aufwendungen de Acuñas Bedachten, erschien auch der Name von Jakob I. De Acuña verfolgte eine, an der spanischen Staatsraison ausgerichteten unzuverlässige Politik, was ihm die ambivalente Titulierung als spanischer Machiavelli eintrug.
Eine aufgeklärte Toleranz von Jakob I. ließen de Acuña am englischen Hof eine Crypto-Catholic Gemeinde mit Zuwendungen pflegen und führen. Als prominenteste Mitglieder, dieser von der anglikanischen Staatskirche fernen katholischen Diaspora galten Mitglieder der Familie Howard: Henry Howard, 1. Earl of Northampton, Thomas Howard, 1. Earl of Suffolk, den Schwiegervater von Charles Howard, 1. Earl of Nottingham und Thomas Howard, 21. Earl of Arundel "Howard faction" unterstützte de Acuña beim Projekt der Boda española (englisch: Spanish Match) einer dynastischen Kuppelei, bei welcher Karl I. (England) und Maria Anna von Spanien (1606–1646) verheiratet werden sollten.
Er stellte die Loyalität von Jakob I. ihm gegenüber auf die Probe und weigerte sich beim Einlaufen seines Schiffes die spanischen Kriegsfahne einholen zu lassen, was ohne die Intervention von Jakob I. zu einem Schusswechsel im Hafen von Portsmouth und wahrscheinlich zum Untergang des Schiffes des Botschafters geführt hätte.
Sein Vorgehen zur unbedingten Freilassung des katholischen Agitators Luisa Carvajal y Mendoza, ließ bei Jakob I. das Bild eines Mannes von unerwarteter Strenge entstehen.
Der Schlüssel zu seinem Erfolg lag in seiner privilegierte Beziehung zu Jakob I. Die beiden nannten sich die beiden Diegos und tranken aus derselben Flasche.
Ein wesentliches Anliegen zu Beginn seiner Botschaftermission war die Verhandlungen zu einem Ehevertrag für Karl I. (England) und Henrietta Maria von Frankreich, einer Schwester von Ludwig XIII., dem französischen Pendant zu den englisch habsburgischen Ehen zu blockieren.
Im Vorfeld des Dreißigjährigen Krieges engagierte er sich aktiv in der britischen Politik. De Acuña verhinderte, dass sich England im heiligen Römischen Reich auf Seiten der Protestanten intervenierte. Peter Ernst II. von Mansfeld ließ in England Truppen ausheben, um den Schwiegersohn von um Jackob I., Friedrich V. (Pfalz) zu retten. Die Habsburger in Madrid und Brüssel waren besorgt, dass sich französische Truppen den Truppen von Mansfeld anschließen würden und die Artois aus Frankreich vertreiben würden. De Acuña trug dazu bei, dass das Projekt versandete, und verhinderte mit nützlichen Aufwendungen und Kriegsdrohungen, dass England den spanischen Seehandel oder das überseeische Imperium antastete. Jakob I. (England) verriet Details aus dem Kaperbrief von Walter Raleigh, welcher den Angriff auf spanische Siedlungen untersagte.
Raleigh's Angriff auf San Thomé (in der Nähe der heutigen Ciudad Guayana) war eine Überschreitung des Kaperbriefes. De Acuña setzte mit Kriegsdrohungen die Hinrichtung von Raleigh am 29. Oktober 1618 durch.
William Dugard griff de Acuña in seinem Pamphlet Vox populi an. Thomas Middleton inspirierte das Verhalten von de Acuña zu seinem Drama A Game at Chess, welches vom Privy Council keine Aufführungserlaubnis erhielt.
1618 wurde auch De Acuña aus Gesundheitsgründen abberufen, kehrte aber 1619 in einer diplomatischen Mission über Flandern und Frankreich nach London zurück, wo er bis 1622 blieb.
Durch die Guyana Expedition von Roger North (1585–1652), 1620 sah De Acuña spanische Interessen in Lateinamerika betroffen, North wurde der Auftrag für die Expedition entzogen und kam auf Intervention von De Acuña in Haft.
Nachdem De Acuña in den Ruhestand versetzt war, wurde er Mitglied des königlichen Rates, Regent über einen Palast des Königs sowie mit einer diplomatischen Mission nach Wien beauftragt. Als Karl I. (England) auf Brautschau in Madrid war, wurde er von De Acuña empfangen.
De Acuña war zweimal verheiratet. Zuerst mit seiner Nichte Beatriz Sarmiento, mit der er keine Nachkommen hatte. Ein weiteres Mal war er mit seiner Cousine Constanza Acuna verheiratet; mit ihr hatte er vier Söhne und drei Töchter. Das von ihm feindlich wahrgenommene Gastland schlug ihm auf seinen Magen. Er starb im Haus des Condestable de Castilla, Bernardino Fernández de Velasco y Tovar in der Nähe von Haro in der Region La Rioja.